# 斯特列什涅沃站 (莫斯科中央环线)
斯特列什涅沃站（羅馬化：Streshnevo）是莫斯科地鐵莫斯科中央環線的一個車站，2016年9月啟用。車站位於莫斯科的索科爾區與休金諾區的邊界，但站名來自鄰近的波克羅夫斯基-斯特列什涅沃區。車站原計劃名為沃洛科拉姆斯克站，但站名在啟用以前已經改為現名。
此站的月台間隙較大。2016年測試期間，其中一列列車通過車站時被月台刮到。雖然ED4列車不行駛此線，但是當局已經修正問題，以免將來列車會有類似問題。

## 轉乘
不能轉乘莫斯科地鐵，但此站距離莫斯科鐵路局里加分局的波克羅夫斯基-斯特列什涅沃站相當接近。

## 外部連結
- mkzd.ru